# 인위적인 재해
인위적인 재해 ( 영어: Anthropogenic hazards )는 사람의 행위나 무대응으로 인한 재해를 말한다.  자연 재해의 반대말이다. 

## 사회적인 재해

### 범죄로 인한 재해
타인을 위험에 처하거나 상해를 입도록 만드는 행위 그리고 적절한 입법 권력이 제재를 가할 수 있는 법을 어기는 것으로 인해 발생하는 재해이다. 